# Republiek Mississippi
De Republiek Mississippi was een Republiek die bestond van 9 januari - 8 februari 1861. Mississippi was de tweede staat die zich afscheidde van de Unie na de verkiezing van Abraham Lincoln als president. In de Verklaring van Afscheiding lichtte de nieuwe republiek haar redenen toe en sprak zich uit voor het in stand houden van de slavernij. Na een maand voegde Mississippi zich bij de Confederatie.